# Солнечное затмение 11 июля 2010 года
Солнечное затмение 11 июля 2010 года — полное солнечное затмение 146 сароса, которое можно было наблюдать во Французской Полинезии, на острове Пасхи, в акватории Тихого океана, а также на юге Чили и Аргентины.  Частные фазы затмения были видны в южной части акватории Тихого океана, Океании, и частично в Южной Америке.

## Галерея

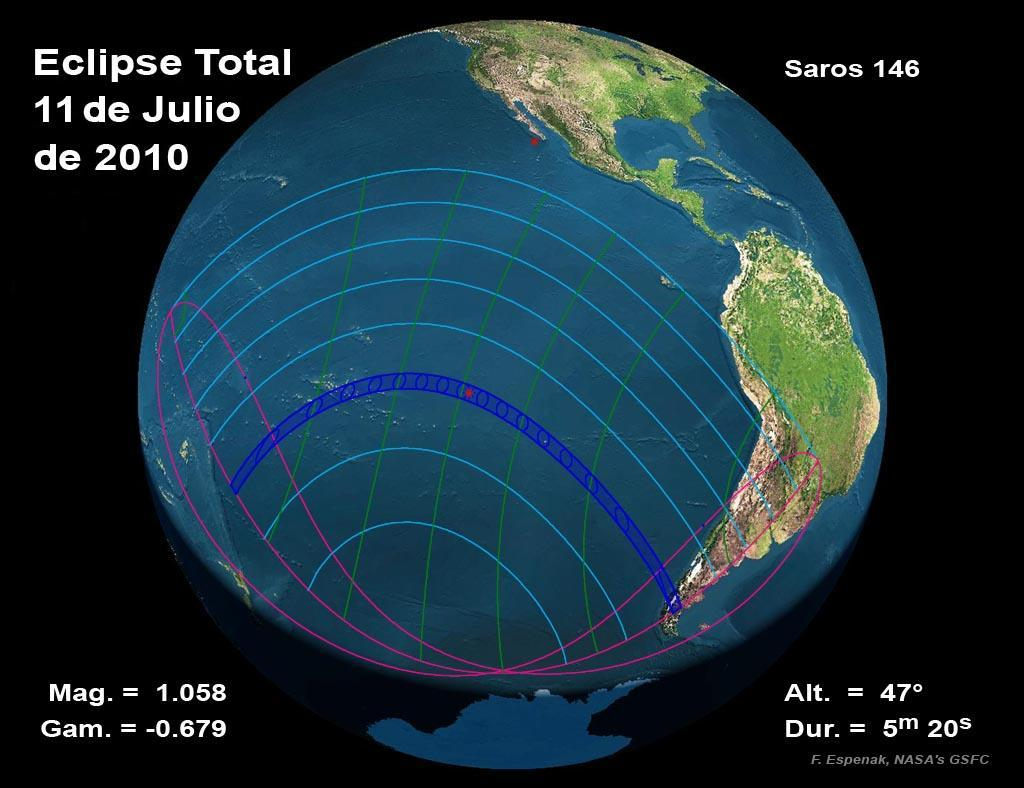
Путь пройденный лунной тенью на карте Земли